# Olympus rallye 1986
Olympus rallye 1986 byla třináctá a poslední soutěž mistrovství světa v rallye 1986. Vítězem se stal Markku Alen s Lancií Delta S4

## Průběh soutěže
Soutěž začala nočním asfaltovým testem, kde vyhrál Markku Alen s vozem Lancia Delta S4 před jeho největším konkurentem, kterým byl Juha Kankkunen na voze Peugeot 205 T16 E2. Peugeot Sport ani Lancia jiné vozy nenasadily. nejvíc vozů tak nasadil tým Toyota. Třetí pozici držel Jeff Buffum na voze Audi Sport Quattro. Za ním byli Lars-Eric Torph a Björn Waldegaard s vozy Toyota Celica TCT. ve skupině A vedl Millen ve voze Mazda 323 4WD. 
I ve druhé etapě vedl Alen před Kankkunenem, Buffumem a Torphem. Vedoucí dvojice ale vybojovala obrovský náskok a bylo jasné, že nikdo jiný je nemá šanci porazit. za nimi stále jeli Buffum, Torph a Waldegaard. Šestí byli bratři Alessadrionové se soukromou Lancií Delta S4. 

## Výsledky
1. Markku Alen, Kivimaki - Lancia Delta S4
2. Juha Kankkunen, Gallagher - Peugeot 205 T16 E2
3. Jeff Buffum, Wilson - Audi Sport Quattro
4. Lars-Eric Torph, Thorszelius - Toyota Celica TCT
5. Björn Waldegaard, Gallagher - Toyota Celica TCT
6. Alessandrini, Alessandrini - Lancia Delta S4
7. Millen, Bellefleur - Mazda 323 Familia 4WD
8. Bourne, Scott - Subaru RX Turbo
9. Smith, Ward III. - Toyota Corolla GT
10. Choiniere, Grimshaw - Audi 80 Quattro